# アンビエン県
アンビエン県（アンビエンけん、ベトナム語：Huyện An Biên / 縣安邊?）は、ベトナム社会主義共和国キエンザン省の県。面積は400km²、人口は147,297人（2018年）である。

## 行政区画
1市鎮8社から構成される。